# Maillane
Maillane is een gemeente in het Franse departement Bouches-du-Rhône in de regio Provence-Alpes-Côte d'Azur. De plaats maakt deel uit van het arrondissement Arles. Maillane telde op 1 januari 2022 2.779 inwoners.
Maillane is een landbouwgemeente. Ze is vooral bekend als geboorteplaats van Nobelprijswinnaar Frédéric Mistral, dichter en voorvechter van het Occitaans.

## Geschiedenis
Al in de Romeinse tijd was er bewoning in de gemeente. Een eerste kerk werd gebouwd in de 9e eeuw. De huidige kerk werd gebouwd in de 13e eeuw en vergroot in de 18e eeuw. In de kapel Notre-Dame is een 14e-eeuws notenhouten Mariabeeld, Notre-Dame-de-Grâce, dat aanroepen werd tegen cholera. Rond deze kapel is een jaarlijkse processie in augustus.
De gemeente maakte voor 2015 deel uit van het kanton Saint-Rémy-de-Provence. Toen het kanton op 22 maart 2015 werd opgeheven werd Maillane opgenomen in het kanton Châteaurenard.

## Geografie
De oppervlakte van Maillane bedraagt 16,77 vierkante kilometer; Op 1 januari 2022 was de bevolkingsdichtheid 165,7 inwoners per km².

De onderstaande kaart toont de ligging van Maillane met de belangrijkste infrastructuur en aangrenzende gemeenten.

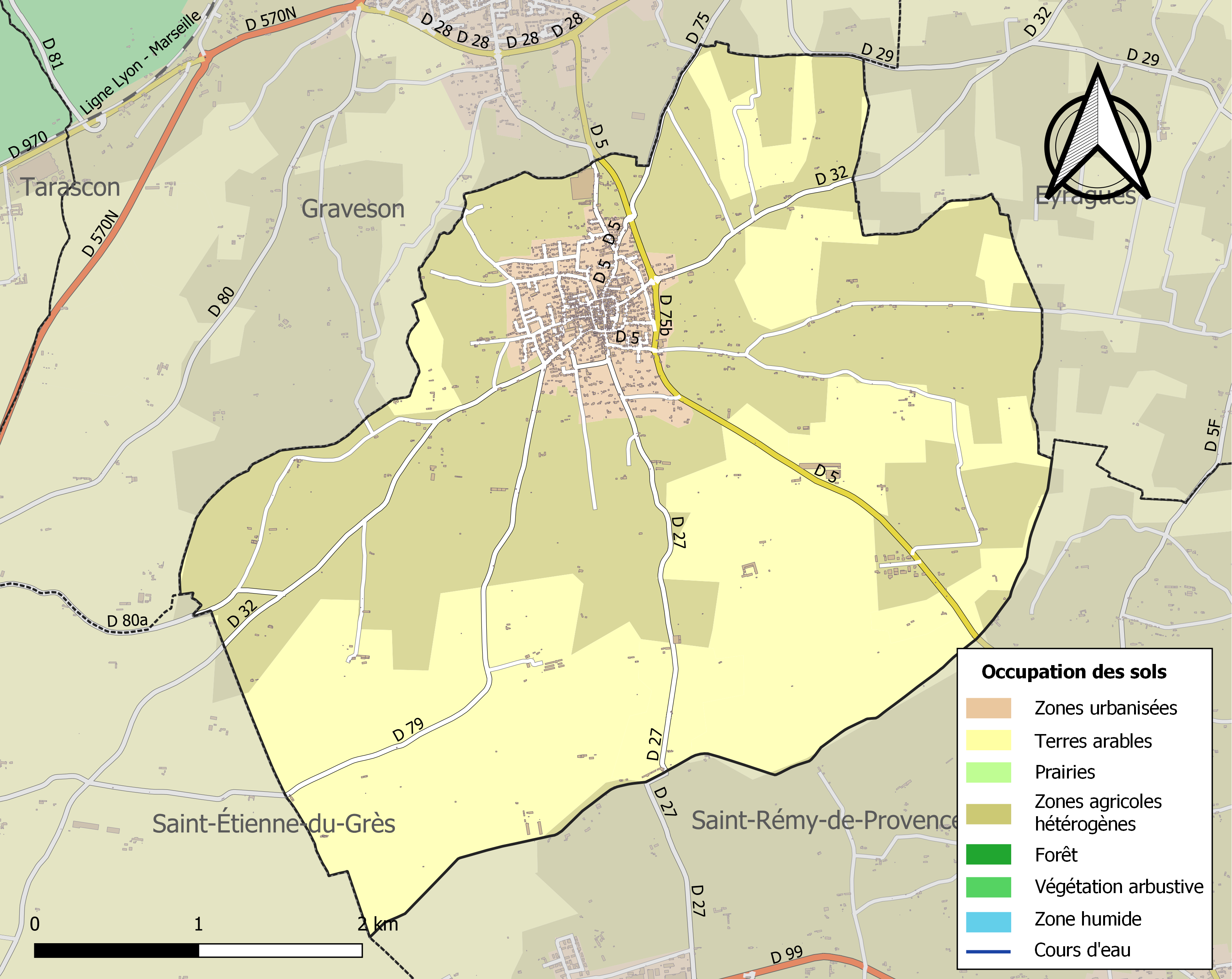

## Demografie
Onderstaande figuur toont het verloop van het inwonertal.
Vanwege een beveiligingsprobleem met de MediaWiki Graph-software is het momenteel niet mogelijk deze grafiek weer te geven. Zodra de software is bijgewerkt zal de grafiek vanzelf weer zichtbaar worden.

## Geboren
- Frédéric Mistral (1830-1914), schrijver en Nobelprijswinnaar (1904)

Barbentane · Boulbon · Cabannes · Châteaurenard · Eyragues · Graveson · Maillane · Mollégès · Noves · Plan-d'Orgon · Rognonas · Saint-Andiol · Saint-Pierre-de-Mézoargues · Tarascon · Verquières